# Leaflet, Agricultural Experiment Station, Zionist Organisation Institute
Leaflet, Agricultural Experiment Station, Zionist Organisation Institute (abreviado Leafl. Agric. Exp. Sta. Zionist Organ. Inst.) es una revista con ilustraciones y descripciones botánicas que es publicada en Tel Aviv desde el año 1922.